# Огарёв, Николай Гаврилович
Николай Гаврилович Огарёв (1729—1789) — русский военный, генерал-поручик, командир отдельного Сибирского корпуса и Сибирского военного округа.

## Биография
Родился в 1729 году (по другим данным в 1734 году). Ещё один источник указывает дату рождения — 01.12.1732 года.
На военную службу вступил в 1749 году. Генерал-майор с 10 июля 1775 года. С 1777 года служил в Сибири. В 1782 году Огарёв был произведен в генерал-поручики. В 1787 году был назначен командиром отдельного Сибирского корпуса и военного Сибирского округа. Участвовал в жизни Русской православной церкви в Сибири, в частности его стараниями в Омском остроге была возведена церковь во имя святого Пророка Ильи. Современниками характеризовался как весьма необразованный генерал, угодливый перед начальством, а также «во всём слепо повиновался своей жене, которая… вмешивалась во все частные и служебные дела и под именем своего слабохарактерного мужа … командовала всей [Сибирской] линией».
Умер 19 апреля 1789 года в Омской крепости. Похоронен в церкви во имя святого Пророка Ильи.

## Награды
- Награждён орденом Св. Анны 1-й степени (24 ноября 1782)[8], а также другими орденами Российской империи.

## Дети
- Мария Николаевна Огарёва(12.06.1756—20.10.1842) — дочь Николая Гавриловича, вторая жена Александра Ивановича Челищева[9]